# Arcynopteryx jezoensis
Arcynopteryx jezoensis är en bäcksländeart som beskrevs av Okamoto 1912. Arcynopteryx jezoensis ingår i släktet Arcynopteryx och familjen rovbäcksländor. Inga underarter finns listade i Catalogue of Life.